# Депортіво (Монгомо)
Клуб Депортіво Монгомо або просто Депортіво (ісп. Club Deportivo Mongomo) — професіональний екваторіальногвінейський футбольний клуб з міста Монгомо.

## Історія
Депортіво (Монгомо) виграв чотири рази національний чемпіонат (в 1980, 1997, 2010 і 2021/22 роках). У кубку його найкращим на сьогодні досягненням є вихід до фіналу турніру 1997 року, де клуб зазнав поразки від Соні Ела Нгуема, яка завадила клубу оформити золотий дубль.
Хороші результати Депортіво (Монгомо) дозволяли йому багато разів взяти участь у континентальних турнірах КАФ. З восьми можливостей клуб лише одного разу пройшов далі першого раунду континентальних змагань, в яких він брав участь, в Кубку Конфедерації КАФ 2004 року, перегравши за сумою двох матчів Чорних Дияволів (Браззавіль) з Конго (в 1998 році, їх суперники відмовилися від участі в попередньому раунді турніру).

## Досягнення
- Прем'єр-ліга: 4 перемоги
  - Переможець: 1980, 1997, 2010, 2021/22

- Кубок Екваторіальної Гвінеї: 1 перемога
  - Переможець: 2015
  - Фіналіст: 1997

## Виступи на континентальних турнірах КАФ
| Сезон | Турнір                     | Раунд        | Клуб            | Вдома  | На виїзді | Загальний |
| ----- | -------------------------- | ------------ | --------------- | ------ | --------- | --------- |
| 1979  | Кубок володарів кубків КАФ | 1            | Канон (Яунде)   | 1-3    | 1-5       | 2-8       |
| 1992  | Кубок КАФ                  | 1            | Етюль ду Конгу  | 1-0    | 0-5       | 1-5       |
| 1998  | Ліга чемпіонів КАФ         | Попередній   | Муніспорт       | т.п.1  | т.п.1     | т.п.1     |
| 1998  | Ліга чемпіонів КАФ         | 1            | Петру Атлетіку  | 1-4    | 2-9       | 3-13      |
| 1999  | Кубок КАФ                  | 1            | Віта (Кіншаса)  | 0-1    | 0-7       | 0-8       |
| 2001  | Кубок КАФ                  | 1            | Санья Баленде   | дискв2 | дискв2    | дискв2    |
| 2002  | Кубок КАФ                  | 1            | тоннер (Яунде)  | 1-2    | 2-4       | 3-6       |
| 2004  | Кубок Конфедерації КАФ     | Попередній   | Чорні Дияволи   | 0-0    | 2-2       | 2-2 (ч)   |
| 2004  | Кубок Конфедерації КАФ     | 1            | Стелла д'Аджаме | 1-1    | 0-2       | 1-3       |
| 2009  | Кубок Конфедерації КАФ     | Компенсація3 | АСДР Фатіма     | 2-0    | 1-1       | 3-1       |
| 2011  | Ліга чемпіонів КАФ         | Попередній   | АСПАК           | 1-1    | 0-1       | 1-2       |

1- Муніспорт покинув турнір

2- Депортіво (Монгомо) був дискваліфікований за запізнення на початок одного з матчів.

3- Клуби з Екваторіальної Гвінеї були дискваліфіковані з турніру того сезону

## Відомі тренери
- Пабло Ндонг Есі (Пабло Бояс)

## Відомі гравці
- Крістіан Бом (Кріс Бон)
- Данієль Екедо
- Самуель Ітондо
- Сільвестре Месака
- Лусіано Мутасі
- Ачіль Пенсі
- Мануель Сіма
- Жан-Максім Ндонго
- Хосе Бокунг